# 克里永勒布拉沃
克里永勒布拉沃（法語：Crillon-le-Brave，法語發音：[kʁijɔ̃ lə bʁav]）是法国普罗旺斯-阿尔卑斯-蓝色海岸大区沃克吕兹省的一个市镇，属于卡庞特拉区。

## 地理
克里永勒布拉沃（44°7'5"N, 5°8'37"E）面积7.63 平方千米，位于法国普罗旺斯-阿尔卑斯-蓝色海岸大区沃克吕兹省，该省份为法国东南部内陆省份，北起德龙省，西北接阿尔代什省，西接加尔省，南至罗讷河口省，东南角与瓦尔省接壤，东临上普罗旺斯阿尔卑斯省。
与克里永勒布拉沃接壤的市镇（或旧市镇、城区）包括：贝端、马洛塞讷、莫代讷、圣皮埃尔德瓦索勒。

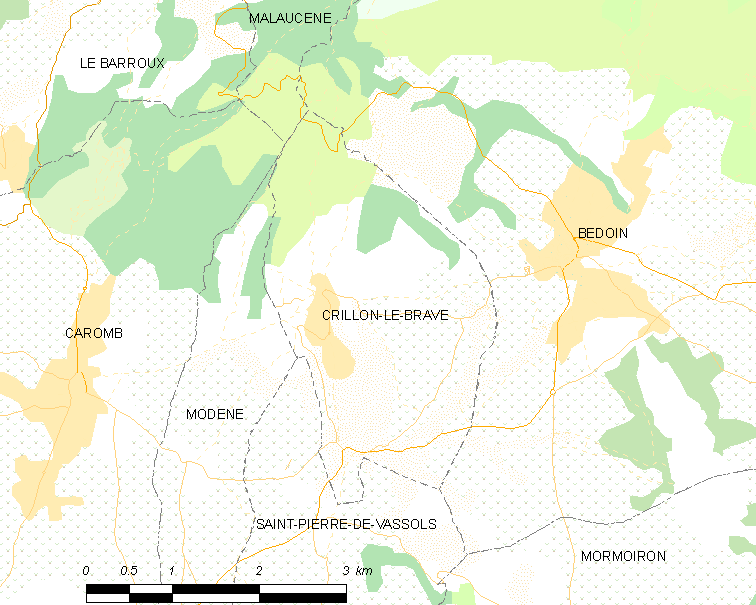
克里永勒布拉沃的OSM定位图

克里永勒布拉沃的时区为UTC+01:00、UTC+02:00（夏令时）。

## 行政
克里永勒布拉沃的邮政编码为84410，INSEE市镇编码为84041。

## 政治
克里永勒布拉沃所属的省级选区为佩尔讷莱方丹县。

## 人口

1962-2008年间克里永勒布拉沃人口变化图示

克里永勒布拉沃于2022年1月1日时的人口数量为489人。